# August Stradal
August Stradal (17. května 1860 Teplice – 13. března 1930 Krásná Lípa) byl český klavírista.

## Život
August Stradal absolvoval gymnázium v Litoměřicích a poté žil ve Vídni. Vystudoval Vídeňskou konzervatoř, kde ho vedli Teodor Leszetycki, Anton Door či Anton Bruckner. Brucknerovi pomáhal s klavírními party jeho symfonií. V letech 1884-1886 působil u Franze Liszta ve Výmaru, byl jeho posledním žákem a doprovázel ho na cestách do Budapešti, Bayreuthu a Říma. Liszt mu dedikoval svou 19. rapsodii. V roce 1888 se oženil se zpěvačkou Hildegardou, rozenou Zweigeltovou, a společně uskutečnili rozsáhlé koncertní turné po celé Evropě. Strádal pak učil ve Vídni a později i v Československu, poté co v Krásné lípě zdědil dům zesnulé tety. V roce 1928 získal Československou státní cenu. Aranžoval hojně orchestrální a varhanní hudbu pro klavír, takto vytvořil klavírní přepisy skladeb Johanna Sebastiana Bacha, Ludwiga van Beethovena, Dietricha Buxtehudeho, Franze Liszta, Wolfganga Amadea Mozarta, Niccolò Paganiniho, Richarda Wagnera i Antonia Vivaldiho.